# Diego Valsecchi
Diego Valsecchi (* 12. Dezember 1982 in Visp im Wallis) ist ein Schweizer Schauspieler, Sänger und Kabarettist.

## Leben
Nach der Matura absolvierte er ab 2003 ein Schauspielstudium an der Otto-Falckenberg-Schule in München. Es folgte ein fünfjähriges Festengagement am Konzert Theater Bern, wo er unter Erich Sidler in rund 45 Stücken spielte. Unter anderem war er als Woyzeck, Hyperion und Hugo Koblet, als Clindor in Triumph der Illusionen, als Dorine in Tartuffe, als Soldat in Andorra sowie als Tesman in Hedda Gabler zu sehen.
Seit der Spielzeit 2012/13 ist er freischaffend.
Theater
Als Schauspieler arbeitet Diego Valsecchi regelmäßig als Gast an verschiedenen Stadttheatern, bei mehreren freien Theatergruppen sowie im Theater Marie Aargau. So spielte er 2017 eine der Hauptrollen im Musical Sit so guet – s.v.p. von Matto Kämpf, Raphael Urweider, Dennis Schwabenland und Simon Hari, 2019 Madame Duperri in der Komödie Hase Hase von Colline Serrau sowie 2020 Martin im Musical Paradise City von Cihan Inan am Konzert Theater Bern in der Regie von Stefan Huber.
Daneben war er auch als Produzent bei freien Theaterproduktionen tätig. Im Herbst 2019 war er Teil des Leitungsteams des partizipativen Projekts Time to Move und Produzent des projektbegleitenden Podcasts. Während der Corona-Pandemie erfand er mit seiner Frau, der Schauspielerin Milva Stark, über Nacht den Podcast Neulich bei Schauspielers.
Im Dezember 2021 spielte er in der Produktion „Die Rache der Fledermaus“ vom Casinotheater Winterthur im Bernhard-Theater in Zürich. Regie führte Stefan Huber und die musikalische Leitung hatte Kai Tietje inne. Ausserdem wirkten Max Gertsch, die Geschwister Pfister und die Zucchini Sisters.
Im Herbst 2022 arbeitet er wieder mit Stefan Huber, diesmal in der Schweizer Musical-Produktion „Oh läck du mir“ mit der Musik des Trio Eugster. Mit dabei sind unter anderen Susanne Kunz, Viola Tami, Livio Cecini und Fabian Koller. Die musikalische Leitung hat Kai Tietje. Die musikalische Bearbeitung kommt von Markus Schönholzer.
Auch 2023 arbeitet Diego Valsecchi mit Stefan Huber. Diesmal an einer Eigenproduktion des Casinotheater Winterthur. Es ist die Uraufführung der Komödie Shitstorm für Anfänger*innen von Roman Riklin und Michael Elsener. Im Herbst 2023 arbeitet Diego Valsecchi zum ersten Mal mit der Regisseurin Deborah Epstein an Max Frischs Stiller am TOBS (Theater Biel-Solothurn). Er spielt die Rolle des Staatsanwalts Rolf und andere Figuren.
Musikkabarett
Zusammen mit dem Musiker Pascal Nater tourt er als Musikkabarett-Duo Valsecchi & Nater durch die Schweiz. Ihre insgesamt fünf Bühnenprogramme haben sie in unzähligen Gastspieltheatern und Kulturkellern der Deutschschweiz gezeigt. Sie spielten an bedeutenden Festivals wie den Oltener Kabaretttagen oder den Luzerner Kabarettwochen, gastierten am Casinotheater in Winterthur oder am Stadttheater in Bern und wurden immer wieder am Schweizer Radio SRF gespielt.
Am 15. September 2021 feierten sie mit ihrem fünften Kabarettprogramm "Rosenhochzeit" ihr gemeinsames zehnjähriges Bühnenjubiläum. Sie wurden 2022 von der Stiftung Pro Argovia zu den "pro Argovia artists" gekürt.
Privates
Diego Valsecchi ist verheiratet mit der Schauspielerin Milva Stark. Das Paar lebt in Bern.

## Stücke (Auswahl)
- 2023: Staatsanwalt u. a. / Stiller / Regie: Deborah Epstein / Theater Biel-Solothurn
- 2023: Ruben / Shitstorm für Anfänger*innen / Regie: Stefan Huber / Casinotheater Winterthur
- 2022: Heinrich / Oh läck du mir / Regie: Stefan Huber / Rent a Show AG, Theater 11 Zürich
- 2021: Dr. Falke / Die Rache der Fledermaus / Regie: Stefan Huber / Casinotheater Winterthur zu Gast im Bernhard Theater Zürich
- 2021: Autor, Spiel / Rosenhochzeit (Valsecchi & Nater, Kabarett) / Regie: Krishan Krone / freie Produktion
- 2020: Rehwolf und andere / Emma und der Rehwolf / Regie: Krishan Krone / freie Produktion, Tournee Schweiz
- 2020: Martin / Paradise City - ein Shopping-Mall-Musical / Regie: Stefan Huber / Konzert Theater Bern
- 2019: Madame Dupperi / Hase Hase / Regie: Lilian Naef / Playades
- 2019: Gesang, Spiel / Bitte nicht schütteln! (A capella-Projekt) / Regie: Olivier Keller / Theater Marie
- 2019: Sebastian Vogelsang / Ewiges Licht / Regie: Ferruccio Cainero / Panorama Produktionen
- 2019: HR / Alles wahr / Regie: Olivier Keller / Theater Marie
- 2018: Autor, Spiel / Macht Liebe! (Valsecchi & Nater, Kabarett) / Regie: Krishan Krone / freie Produktion
- 2018: Zauberer, Interlocutor, Cowboy / Love Life (Musical von Kurt Weill) / Regie: Joan Anton Rechi / Konzert Theater Bern
- 2017: Roger de Cervelat / Sit so guet - s.v.p. (Musical) / Regie: Dennis Schwabenland / Urweider/Kämpf/Schwabenland/Hari
- 2016: Luigi, Carabiniere, Papa / Bezahlt wird nicht! / Regie: Ferruccio Cainero / freie Produktion
- 2016: Autor, Spiel / grenzwertig (Valsecchi & Nater, Kabarett) / Regie: Günther Baldauf / freie Produktion
- 2016: Wolf / Liliom / Regie: Olivier Keller / Theater Marie
- 2015: Max / wohnen. unter glas / Regie: Johannes Rieder / sogar theater, Zürich
- 2014: Johann, Erzähler / Der Argentinier / Regie: Olivier Keller / Theater Marie
- 2014: Martin / Martin - Das Musical / Regie: Karim Habli / Theater La Poste
- 2014: Tom Buchanan / Der grosse Gatsby / Regie: Olivier Keller / Theater Marie
- 2013: Pegleg / Black Magic Bullet (Black Rider) / Regie: Mark Wetter / freie Theaterproduktion, Reithalle Aarau
- 2013: Autor, Spiel / Hier oder Jetzt (Valsecchi & Nater, Kabarett) / Regie: Dominique Müller / freie Produktion, Tournee Schweiz
- 2013: mehrere, Stückentwicklung / Kino Marie / Regie: Olivier Keller / Theater Marie
- 2012: Soldat / Geschichte vom Soldaten / Regie: Erich Sidler / Konzert Theater Bern
- 2011: Jörgen Tesman / Hedda Gabler / Regie: Antje Thoms / Konzert Theater Bern
- 2010: Ither, Liase, Clamide / Parzival / Regie: Matthias Kaschig / Konzert Theater Bern
- 2010: Dorine / Tartuffe / Regie: Erich Sidler / Konzert Theater Bern
- 2009: Hugo Koblet / Hugos schöner Schatten / Regie: Katharina Ramser / Konzert Theater Bern
- 2008: Soldat / Andorra / Regie: Antje Thoms / Konzert Theater Bern
- 2008: Woyzeck / Woyzeck / Regie: Matthias Kaschig / Konzert Theater Bern